# Eugeniusz Baziak

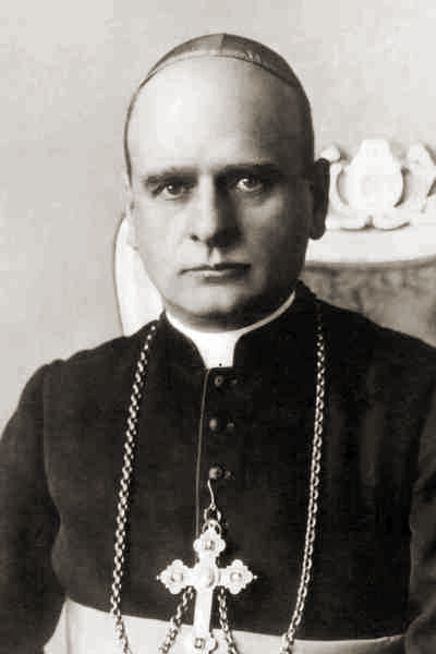
Erzbischof Eugeniusz Baziak

Eugeniusz Baziak (* 8. März 1890 in Tarnopol; † 15. Juni 1962 in Warschau) war Erzbischof von Lemberg.

## Leben
1908 trat er in das Priesterseminar in Lemberg (heute Lwiw) ein, studierte Theologie und empfing am 14. Juli 1912 durch Wladyslaw Bandurski, den Weihbischof in Lemberg, die Priesterweihe. Im Ersten Weltkrieg war er als Militärkaplan in der kaiserlich-österreichischen Armee eingesetzt und erkrankte an Typhus. Am 15. September 1933 ernannte ihn Papst Pius XI. zum Weihbischof in Lemberg und zum Titularbischof von Phocaea. Die Bischofsweihe spendete ihm am 5. November 1933 der Lemberger Erzbischof Boleslaw Twardowski; Mitkonsekratoren waren der Bischof von Tarnów, Franciszek Lisowski und der Weihbischof in Tarnów, Edward Komar. Als Weihbischof war er Rektor des Theologischen Seminars in Lemberg.
Am 1. März 1944 ernannte ihn Papst Pius XII. zum Koadjutorerzbischof von Lemberg und Titularerzbischof von Parium. Am 22. November 1945 wurde er Erzbischof von Lemberg. 1946 wurde er von den sowjetischen Behörden gezwungen, das Land zu verlassen und ging nach Polen. Am 23. März 1951 wurde er Apostolischer Administrator von Krakau, wurde Ende 1952 verhaftet, jedoch aus gesundheitlichen Gründen wenige Monate später wieder freigelassen. Er weihte am 28. September 1958 Karol Wojtyła zum Weihbischof in Krakau und Titularbischof von Ombi.
Seine letzte Ruhestätte fand er in der Krakauer Wawel-Kathedrale.